# Fade Out Lines
Fade Out Lines is een nummer van de Franse dj The Avener. Het is de eerste single van zijn debuutalbum The Wanderings of the Avener. Het nummer is een remix van het nummer "The Fade Out Line" van Phoebe Killdeer & The Short Straws.
Het nummer haalde in The Aveners thuisland Frankrijk de 3e positie, en werd een nummer 1-hit in o.a. Duitsland. In de Nederlandse Top 40 had het nummer minder succes met een 35e positie, en in de Vlaamse Ultratop 50 haalde het de 24e positie.